# متأسفیم جا ماندی
متاسفیم جا ماندی (انگلیسی: Sorry We Missed You) فیلمی به کارگردانی کن لوچ است. این فیلم برای رقابت در بخش اصلی جشنواره کن ۲۰۱۹ انتخاب شد.